# Cerocala insana
Cerocala insana là một loài bướm đêm trong họ Erebidae.